# Alberto Bettiol
Pour les articles homonymes, voir Bettiol.
Alberto Bettiol (né le 29 octobre 1993 à Poggibonsi, dans la province de Sienne) est un coureur cycliste italien. Il a notamment remporté le Tour des Flandres en 2019 et une étape du Tour d'Italie en 2021.

## Biographie

### Début de carrière
Alberto Bettiol commence le cyclisme par hasard dans la ville où il vit.
En catégorie junior, Alberto Bettiol est champion d'Europe du contre-la-montre en 2011. Considéré comme le favori pour le championnat du monde junior de la spécialité, il doit cependant déclarer forfait la veille la course en raison de problèmes d'estomac. En 2013, il réalise une bonne saison sur les courses du calendrier amateur italien, en s'adjugeant notamment Florence-Empoli et plusieurs places d'honneur.
Ses bonnes performances lui permettent de devenir professionnel en 2014 au sein de l'équipe Cannondale.
Fin 2014, il signe un contrat avec l'équipe Garmin-Sharp qui fusionne avec Cannondale en 2015.

### 2016-2017: révélation au haut-niveau
En 2016, pour sa troisième saison professionnelle, il obtient ses premiers bons résultats au niveau World Tour. Après avoir terminé 86e du Tour d'Italie, sa première course majeure par étapes, Bettiol obtient son premier résultat significatif lors d'un Tour de Pologne disputé dans des conditions difficiles. Il termine à la troisième place du classement final - son premier podium à ce niveau - et remporte le classement par points. Lors de la Bretagne Classic, il arrive à Plouay pour la victoire avec le Belge Oliver Naesen, mais s'incline lors du sprint à deux. Quelques jours après, il se distingue lors des classiques canadiennes de septembre, en terminant 4e du Grand Prix de Québec et 7e du Grand Prix de Montréal. Ses bonnes performances lui permettent d'intégrer le 12 septembre le top 20 provisoire du classement World Tour 2016, où il est à 22 ans, le plus jeune représentant. Il conserve cette place au classement final de fin de saison.
En 2017, il est notamment dixième du Grand Prix E3 et sixième de la Classique de Saint-Sébastien, et dispute son premier Tour de France, où il aide son coéquipier Rigoberto Urán à terminer à la deuxième place du général. De son côté, il se classe à la 90e place et se termine cinquième de la troisième étape, à Longwy. Au mois d'août 2017, il s'engage pour 2018 avec l'équipe BMC Racing de Richie Porte et Greg van Avermaet, alors que l'équipe Cannondale-Drapac est la recherche d'un sponsor potentiel pour reprendre l'équipe.

#### 2018: chez BMC
Alberto Bettiol commence sa saison 2018 au Tour d'Oman où il est troisième d'étape. Au printemps, une chute lors de Liège-Bastogne-Liège lui cause une fracture de la clavicule gauche et le prive de compétition pour six semaines. Il doit ainsi renoncer au Tour d'Italie, qu'il devait disputer aux côtés de Rohan Dennis. En août, une chute lors de la Bretagne Classic lui cause une double fracture à la clavicule droite ainsi qu'une fracture à l'auriculaire droit.

#### 2019: victoire au Tour des Flandres
En fin de contrat, il fait son retour en 2019 dans l'équipe managée par Jonathan Vaughters, renommée entre-temps EF Education First. Après une saison décevante chez BMC, il se montre en forme dès le début de saison, lors du Tour Down Under. Sur Tirreno-Adriatico, il se classe onzième du général après avoir pris la deuxième place du contre-la-montre final. Lors de Milan-San Remo, il attaque dans le Poggio, mais est repris par les favoris et se classe finalement 36e de la classique. Il va ensuite confirmer sur les classiques pavés. Il fait partie du groupe de cinq qui se joue la victoire lors de l'E3 BinckBank Classic, mais doit se contenter de la quatrième place au sprint. Le co-leader de son équipe Sep Vanmarcke, a chuté pendant la course et sa condition convainc l'équipe de le faire courir comme équipier de luxe pour l'Italien.
Lors du Tour des Flandres, Bettiol se retrouve dans le groupe de favoris. Il attaque dans le Vieux Quaremont, à 18 kilomètres du terme et résiste au retour du groupe de poursuivants. Il remporte la première victoire individuelle de sa carrière professionnelle à 25 ans et succède à Alessandro Ballan, dernier italien vainqueur en 2007,. Quelques jours plus tard, il se classe également sixième de la Flèche brabançonne. En juin, il  participe aux championnats nationaux, terminant troisième de la course en ligne et deuxième du contre-la-montre à moins d'une seconde du vainqueur Filippo Ganna.

#### 2020-2023: victoire sur le Tour d’Italie
Lors de la saison 2020, il remporte le contre-la-montre de l'Étoile de Bessèges et se classe deuxième du général. Il ne conserve pas son titre sur le Tour des Flandres (16e), mais termine quatrième des Strade Bianche et de Gand-Wevelgem.
En 2021, sa préparation hivernale est tronquée après qu'une rectocolite hémorragique lui soit diagnostiquée. Il ne peut reprendre l'entraînement que le 15 janvier et il est encore loin de son meilleur niveau au moment des classiques de mars et avril. En mai, il court le Tour d'Italie pour la première fois depuis 2016. Il remporte la 18e étape après une échappée, où il parvient à revenir et lâcher Rémi Cavagna dans la dernière côte. Il participe ensuite aux Jeux olympiques de Tokyo, mais il attrape des crampes dans le final alors qu'il est en course pour décrocher une médaille et doit se contenter d'une 14e place. Le 27 août, la colite ulcéreuse étant de retour, il annonce arrêter sa saison et renonce de ce fait aux mondiaux organisés dans les Flandres,.
En 2022, il passe proche de la victoire lors de l'Étoile de Bessèges-Tour du Gard, où il termine deuxième du général. Après une campagne de classiques décevante, il est deuxième de la deuxième étape du Tour de Suisse. Néanmoins, comme trois de ses coéquipiers, il doit renoncer à prendre le départ de la sixième étape en raison d'un test positif au SARS-CoV-2. Il fait son retour à la compétition sur le Tour de France, où il joue la victoire lors de la 14e étape à Mende, mais doit s'incliner dans le final face à Michael Matthews. En fin de saison, il se classe notamment cinquième du Gran Piemonte, ainsi que huitième du Grand Prix cycliste de Québec et du championnat du monde sur route.

### Saison 2024
La saison du puncheur italien débute en Espagne à l’occasion du Challenge de Majorque, il termine notamment 5e du Trofeo Calvia. Il part ensuite sur l’Étoile de Bessèges où il signe deux top 10 et accroche le podium du classement général. Il participe en mars au Trophée Laigueglia et au Strade Bianche sans réussir à performer, contrairement à Tirreno-Adriatico où il termine 4e de la 3e étape, battu lors d’un sprint en bosse. Trois jours plus tard, il est aligné sur Milan-Turin qu’il remporte en solitaire puis termine 5e de Milan-San Remo quelques jours après. Sa campagne des classiques continue et l’Italien termine 9e du Tour des Flandres avant d’abandonner une semaine plus tard sur Paris-Roubaix à cause d’une chute. Après un mois de convalescence, Bettiol part en Mayenne pour participer à la course de la région qu’il remporte ainsi que la deuxième étape. Après avoir revêtu le maillot de leader sur le Tour de Suisse, Bettiol est contraint à l’abandon à la suite d’une chute. Seulement dix jours plus tard, il s’impose en solitaire lors de ses Championnats nationaux. Présent sur le Tour de France, il abandonne lors de la 13e étape avant de prendre le départ des Jeux olympiques où il termine il ne performe pas.
Le 15 août 2024, l'équipe Astana Qazaqstan annonce son arrivée dans l'effectif, avec effet immédiat.

## Palmarès et classements mondiaux

### Palmarès amateur
| - 2008 - 2e de la Coppa d'Oro - 2009 - Coppa d'Oro - 2011 - Champion d'Europe du contre-la-montre juniors - Giro della Lunigiana : - Classement général - 1re et 3e étapes - 2012 - Trofeo Alessio Pistolesi - Coppa del Mobilio - 2e de la Coppa in Fiera San Salvatore | - 2013 - Florence-Empoli - Coppa del Grano - Pistoia-Fiorano - Giro delle Due Province - 2e du Gran Premio La Torre - 2e du Gran Premio Chianti Colline d'Elsa - 3e du Trofeo Franco Balestra - 3e du Gran Premio della Liberazione - 3e du Trophée Learco Guerra - 3e du championnat d'Italie sur route espoirs - 3e du Trofeo Comune di Lamporecchio - 7e du championnat d'Europe sur route espoirs |  |

### Palmarès professionnel
| - 2016 - 2e de la Bretagne Classic - 3e du Tour de Pologne - 4e du Grand Prix cycliste de Québec - 7e du Grand Prix cycliste de Montréal - 2017 - 6e de la Classique de Saint-Sébastien - 10e du Grand Prix E3 - 2018 - 1re étape de Tirreno-Adriatico (contre-la-montre par équipes) - 2019 - Tour des Flandres - 2e du championnat d'Italie du contre-la-montre - 3e du championnat d'Italie sur route - 4e de l'E3 BinckBank Classic - 2020 - 5e étape de l'Étoile de Bessèges (contre-la-montre) - 2e de l'Étoile de Bessèges - 4e des Strade Bianche - 4e de Gand-Wevelgem | - 2021 - 18e étape du Tour d'Italie - 2022 - 2e de l'Étoile de Bessèges-Tour du Gard - 8e du Grand Prix cycliste de Québec - 8e du championnat du monde sur route - 2023 - Prologue du Tour Down Under - 10e du championnat du monde sur route - 2024 - Champion d'Italie sur route - Boucles de la Mayenne : - Classement général - 2e étape - Milan-Turin - 2e du Grand Prix du canton d'Argovie - 3e de l'Étoile de Bessèges-Tour du Gard - 5e de Milan-San Remo - 9e du Tour des Flandres - 10e du Renewi Tour - 2025 - 6e du Tour de Pologne |  |

### Résultats sur les grands tours

#### Tour de France
6 participations
- 2017 : 90e
- 2019 : 69e
- 2020 : 62e
- 2022 : 41e
- 2023 : 83e
- 2024 : abandon (14e étape)

#### Tour d'Italie
3 participations
- 2016 : 86e
- 2021 : 30e, vainqueur de la 18e étape
- 2023 : 48e

### Résultats sur les classiques
Ce tableau présente les résultats d'Alberto Bettiol sur courses d'un jour de l'UCI World Tour auxquelles il a participé, ainsi qu'aux différentes compétitions internationales.
| Légende | Légende | Légende | Légende     | Légende | Légende              | Légende | Légende       | Légende | Légende     |
| ------- | ------- | ------- | ----------- | ------- | -------------------- | ------- | ------------- | ------- | ----------- |
| Ab.     | Abandon | HD      | Hors-délais | -       | Pas de participation | ×       | Pas d'épreuve | NP      | Non-partant |

| Année | Cadel Evans Great Ocean Road Race | Strade Bianche | Milan-San Remo | Grand Prix E3 | Gand-Wevelgem | À travers les Flandres | Tour des Flandres | Amstel Gold Race | Flèche wallonne | Liège- Bastogne-Liège | Classique de Saint-Sébastien | RideLondon-Surrey Classic | EuroEyes Cyclassics | Bretagne Classic | Grand Prix de Québec | Grand Prix de Montréal | Tour de Lombardie | Championnat du monde |
| ----- | --------------------------------- | -------------- | -------------- | ------------- | ------------- | ---------------------- | ----------------- | ---------------- | --------------- | --------------------- | ---------------------------- | ------------------------- | ------------------- | ---------------- | -------------------- | ---------------------- | ----------------- | -------------------- |
| 2014  | ×                                 | 97e            | -              | -             | -             | -                      | -                 | Ab.              | 98e             | Ab.                   | Ab.                          | 42e                       | Ab.                 | -                | -                    | -                      | -                 | -                    |
| 2015  | -                                 | Ab.            | -              | -             | -             | -                      | -                 | Ab.              | -               | -                     | -                            | -                         | 25e                 | 32e              | -                    | -                      | 89e               | -                    |
| 2016  | -                                 | -              | -              | Ab.           | Ab.           | -                      | Ab.               | 37e              | -               | -                     | -                            | -                         | 138e                | 2e               | 4e                   | 7e                     | Ab.               | -                    |
| 2017  | -                                 | Ab.            | 37e            | 10e           | 32e           | 80e                    | 24e               | Ab.              | -               | -                     | 6e                           | Ab.                       | -                   | 49e              | 15e                  | 54e                    | Ab.               | 28e                  |
| 2018  | -                                 | Ab.            | 95e            | Ab.           | 121e          | Ab.                    | Ab.               | Ab.              | 80e             | Ab.                   | -                            | 67e                       | -                   | Ab.              | -                    | -                      | Ab.               | -                    |
| 2019  | 19e                               | 78e            | 36e            | 4e            | Ab.           | 51e                    | Vainqueur         | 71e              | -               | Ab.                   | -                            | 66e                       | -                   | -                | 12e                  | 51e                    | -                 | 25e                  |
| 2020  | -                                 | 4e             | 18e            | ×             | 4e            | ×                      | 16e               | ×                | -               | Ab.                   | ×                            | ×                         | ×                   | -                | ×                    | ×                      | Ab.               | 18e                  |
| 2021  | ×                                 | 23e            | 109e           | 44e           | Ab.           | NP                     | 28e               | -                | -               | -                     | -                            | ×                         | ×                   | -                | ×                    | ×                      | -                 | -                    |
| 2022  | ×                                 | -              | 131e           | -             | -             | Ab.                    | Ab.               | 95e              | 127e            | 69e                   | Ab.                          | ×                         | 17e                 | -                | 8e                   | 47e                    |                   | 8e                   |

### Classements mondiaux
| Année                                 | 2013 | 2014 | 2015 | 2016 | 2017 | 2018  | 2019 | 2020 | 2021 | 2022 | 2023 | 2024 |
| ------------------------------------- | ---- | ---- | ---- | ---- | ---- | ----- | ---- | ---- | ---- | ---- | ---- | ---- |
| UCI World Tour                        |      | nc   | nc   | 20e  | 106e | 339e  |      |      |      |      |      |      |
| Classement mondial                    |      |      |      | 47e  | 136e | 1756e | 52e  | 61e  | 275e | 100e | 162e | 43e  |
| UCI Europe Tour                       | 474e |      |      | 799e | 283e | nc    | 40e  | 51e  | 232e | 84e  | nc   | 33e  |
| UCI Asia Tour                         | nc   |      |      | nc   | nc   | 516e  |      |      |      |      |      |      |
| UCI America Tour                      | 171e |      |      | 506e | nc   | nc    |      |      |      |      |      |      |
|                                       |      |      |      |      |      |       |      |      |      |      |      |      |
| Légende : nc = non classéSource : UCI |      |      |      |      |      |       |      |      |      |      |      |      |